# Xanton-Chassenon
Xanton-Chassenon ist eine französische Gemeinde mit 743 Einwohnern (Stand: 1. Januar 2022) im Département Vendée in der Region Pays de la Loire. Sie gehört zum Arrondissement Fontenay-le-Comte und zum Gemeindeverband Vendée, Sèvre, Autise.

## Geografie
Die Gemeinde Xanton-Chassenon liegt am Nordostrand der Marais Poitevin, etwa 23 Kilometer nordwestlich von Niort auf einer Höhe zwischen 7 und 81 m über dem Meeresspiegel. Durch das 19,24 km² umfassende Gemeindegebiet fließt die Autise. Im Norden reicht die Gemeinde bis an die aufgestaute Vendée heran. Die überwiegend flache und fast völlig baumlose Umgebung erstreckt sich auf dem Plaine vendéenne genannten Untergrund, der aus kalkhaltigem Sediment ehemaligen Meeresbodens besteht.
Zu Xanton-Chassenon gehören die Ortsteile Chassenon le Bourg, Chassenon le Vieux, Saint-Vincent, La Tabac, Vignes und Darlais.
Nachbargemeinden von Xanton-Chassenon sind Foussais-Payré im Norden, Saint-Hilaire-des-Loges im Nordosten, Rives-d’Autise im Südosten, Saint-Pierre-le-Vieux im Süden, Saint-Martin-de-Fraigneau im Südwesten, Fontenay-le-Comte im Westen sowie Saint-Michel-le-Cloucq im Nordwesten.

## Geschichte
Die Gemeinde Xanton-Chassenon entstand 1827 aus dem Zusammenschluss der beiden 1790 entstandenen Gemeinden Xanton und Saint-Martin-de-Chassenon.

### Bevölkerungsentwicklung
| Jahr      | 1962 | 1968 | 1975 | 1982 | 1990 | 1999 | 2006 | 2015 | 2022 |
| Einwohner | 565  | 561  | 540  | 646  | 691  | 651  | 689  | 724  | 743  |

Im Jahr 1861 wurde mit 926 Bewohnern die bisher höchste Einwohnerzahl ermittelt. Die Zahlen basieren auf den Daten von cassini.ehess und INSEE.

## Sehenswürdigkeiten
- Kirche St. Peter (Église Saint-Pierre), Monument historique[4]
- Schloss Chassenon (Château de Chassenon) über dem Ufer des Flusses Vendée im Ortsteil Chassenon le Bourg aus dem 16. Jahrhundert mit Brunnen und Parkanlage, Monument historique[5]
- Priorat (Prieuré de Xanton-Chassenon) der Benediktinerabtei Maillezais, im 14. Jahrhundert von Herzog Wilhelm von Aquitanien gegründet, Monument historique[6]

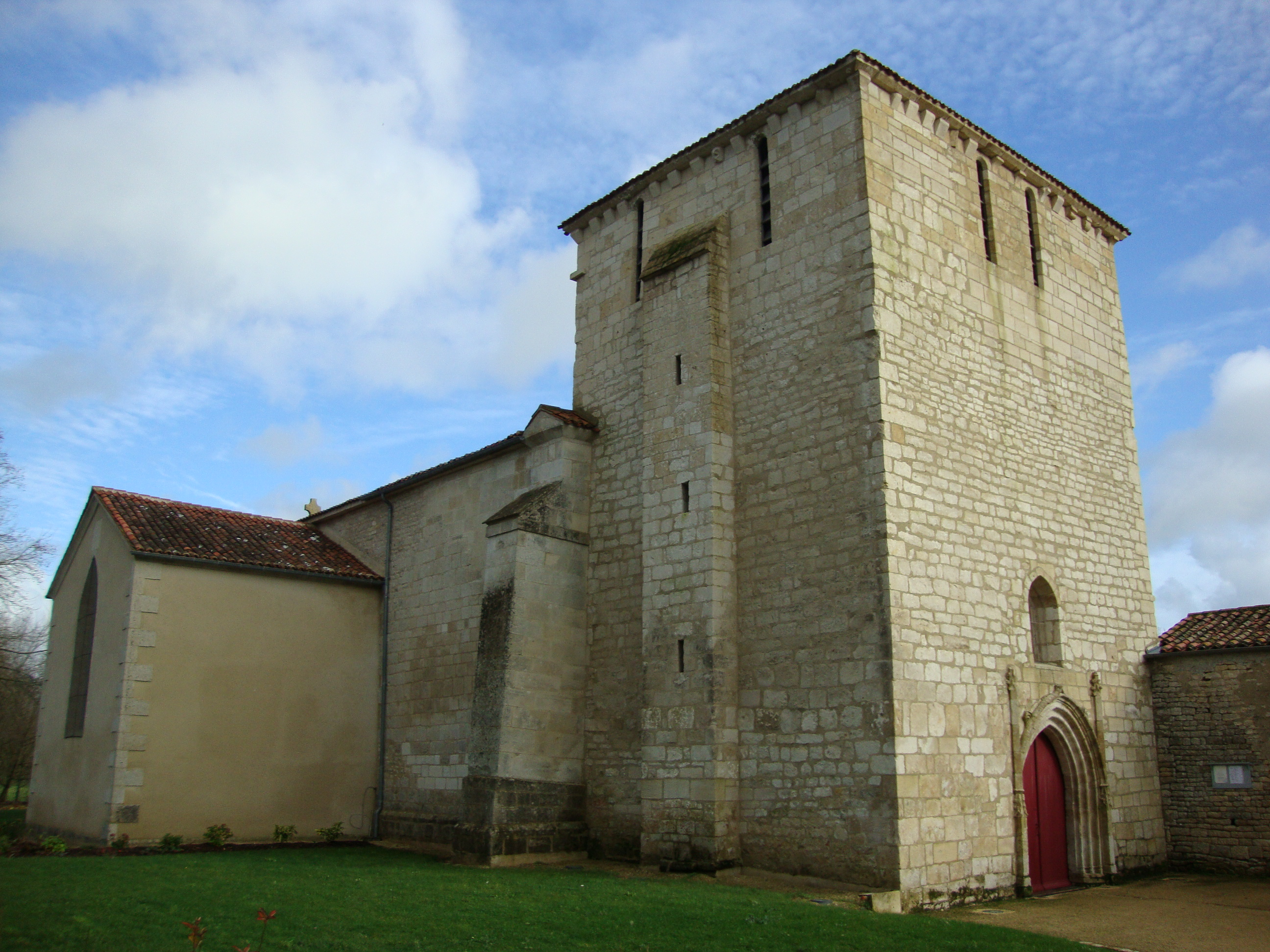
Kirche Saint-Pierre
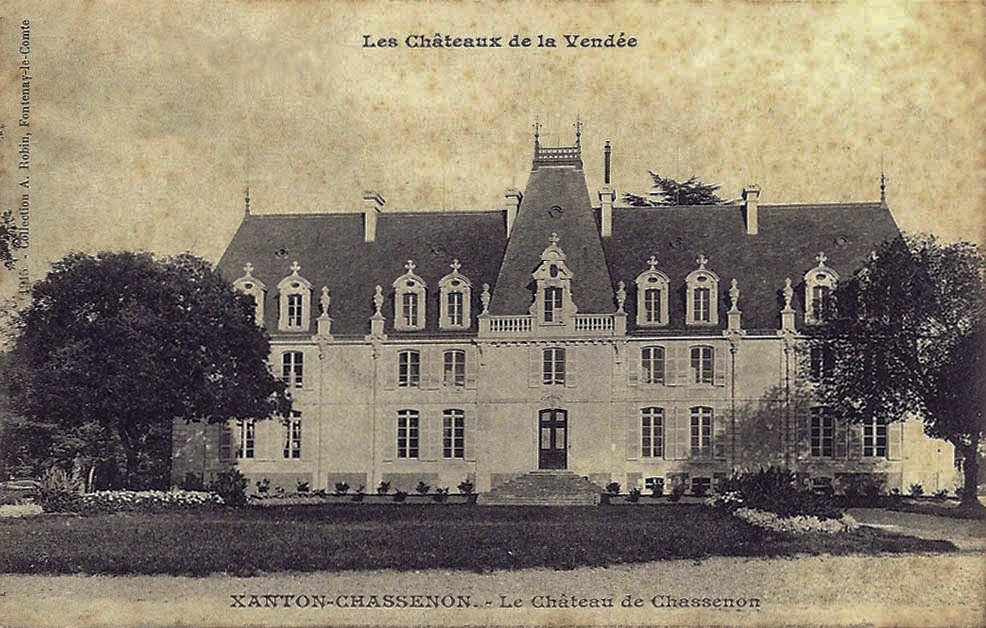
Schloss Chassenon 1916
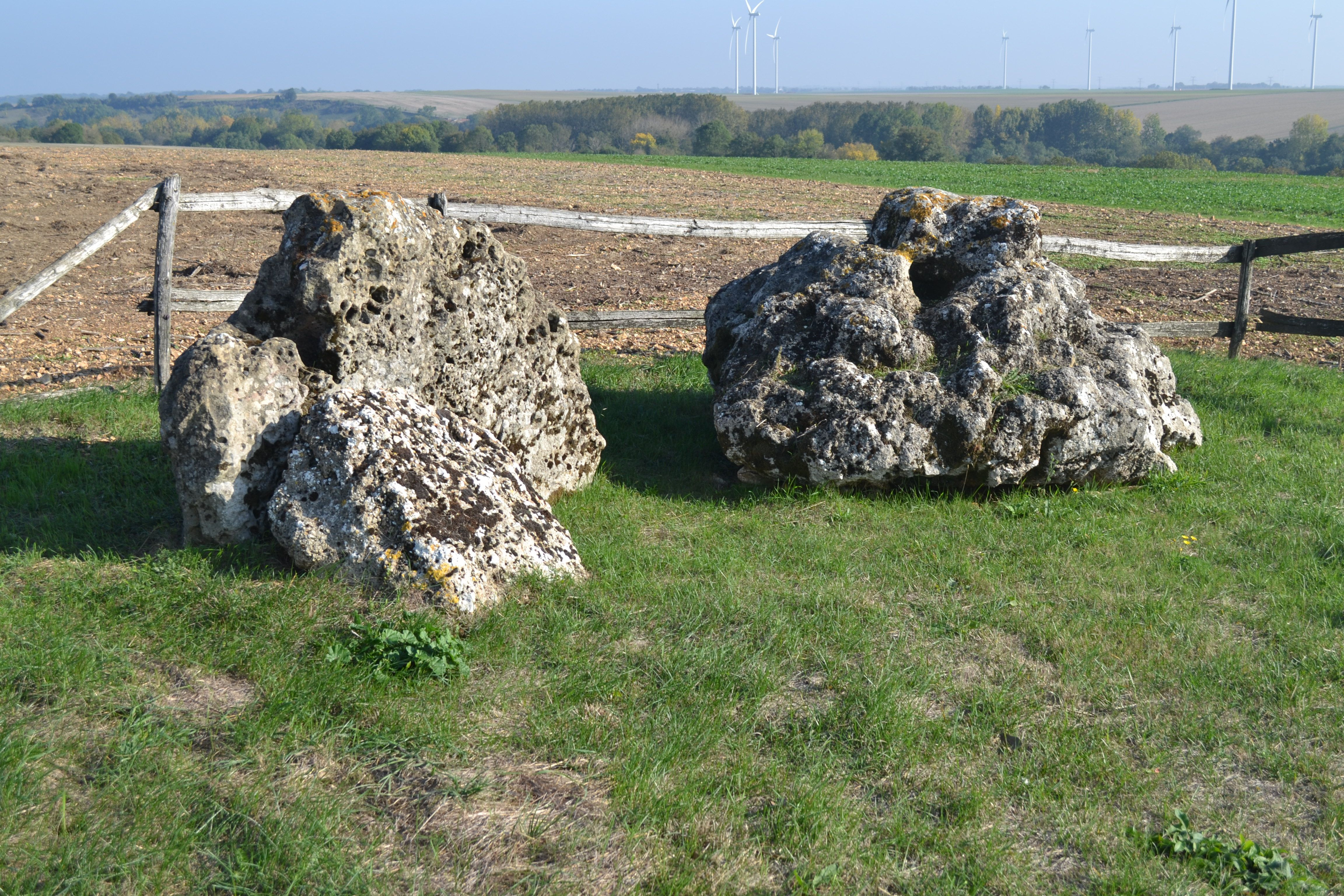
Megalithen im Norden der Gemeinde

## Wirtschaft und Infrastruktur
In der Gemeinde sind 18 Landwirtschaftsbetriebe ansässig (Getreideanbau, Pferde- und Rinderzucht).
Unmittelbar südlich der Gemeinde verläuft die Autoroute A83 von Nantes nach Niort. Die Bahnlinie von Niort nach Fontenay-le-Comte führt durch den Süden der Gemeinde Xanton-Chassenon (ohne Haltepunkt).

## Belege
1. ↑  Statistik auf cassini.ehess.fr (französisch)
2. ↑  Xanton-Chassenon auf cassini.ehess
3. ↑  Xanton-Chassenon auf INSEE
4. ↑  Eintrag in der Base Mérimée des Kulturministeriums (französisch)
5. ↑  Eintrag in der Base Mérimée des Kulturministeriums (französisch)
6. ↑  Eintrag in der Base Mérimée des Kulturministeriums (französisch)
7. ↑  Landwirtschaftsbetriebe auf annuaire-mairie.fr (französisch)